# Lavoir d'Argenteuil-sur-Armançon
Le lavoir d'Argenteuil-sur-Armançon est un lavoir situé à Argenteuil-sur-Armançon, dans le département de l'Yonne.

## Localisation
Le lavoir est situé dans le département français de l'Yonne, sur la commune d'Argenteuil-sur-Armançon.

## Historique
L'édifice est inscrit au titre des monuments historiques en 1997.